# Frederik Irgens
Frederik Irgens Jensen, né le 9 janvier 1999 à Fuglebjerg (en), est un coureur cycliste danois.

## Biographie
Frederik Irgens Jensen est formé au Slagelse Cykle Ring. 
En 2018, il prend la troisième place du Grand Prix Kalmar Road Race. L'année suivante, il termine troisième du championnat du Danemark sur route espoirs (moins de 23 ans) et neuvième de Skive-Løbet. Il rejoint ensuite l'équipe continentale BHS-PL Beton Bornholm en 2020. Dans une saison perturbée par la pandémie de Covid-19, il représente son pays lors du championnat d'Europe sur route espoirs de Plouay, où il se classe dix-huitième.
Lors de la saison 2021, il se distingue en devenant champion du Danemark espoirs,. Il se classe également troisième d'une étape au sprint sur le Tour of Malopolska et quatrième d'une étape de l'Étoile d'Or, manche de la Coupe des Nations espoirs, qu'il dispute avec sa sélection nationale.

## Palmarès et résultats

### Palmarès par année
- 2018
  - 3e du Grand Prix Kalmar Road Race
- 2019
  - 3e du championnat du Danemark sur route espoirs
- 2021
  -  Champion du Danemark sur route espoirs
- 2022
  - 3 Dage i Nord
  - 3e de la Gylne Gutuer
  - 3e de la Post Cup

### Classements mondiaux
| Année                                 | 2018  | 2019  | 2020  | 2021 | 2022  | 2023  |
| ------------------------------------- | ----- | ----- | ----- | ---- | ----- | ----- |
| Classement mondial                    | 1701e | 1691e | 1575e | 880e | 1455e | 2077e |
| UCI Europe Tour                       | 1109e | 1120e | 1172e | 674e | 991e  | nc    |
|                                       |       |       |       |      |       |       |
| Légende : nc = non classéSource : UCI |       |       |       |      |       |       |